# Гордон Браун
Гордон Браун (енгл. Gordon Brown; Гифнок, 20. фебруар 1951) је британски политичар, велики акционар и бивши премијер Уједињеног Краљевства. На ово место је ступио 27. јуна 2007. године, након оставке дотадашњег премијера Тонија Блера и 3 дана пошто му Блер препустио вођство у Лабуристичкој партији. На премијерско место поднео је оставку 11. маја 2010. године. Закључно са 2023. је најскорији лабуриста који је био премијер Уједињеног Краљевства.